# FOXI2
FOXI2 (англ. Forkhead box I2) – білок, який кодується однойменним геном, розташованим у людей на 10-й хромосомі. Довжина поліпептидного ланцюга білка становить 318 амінокислот, а молекулярна маса — 32 979.
| 10         |  | 20         |  | 30         |  | 40         |  | 50         |
| ---------- |  | ---------- |  | ---------- |  | ---------- |  | ---------- |
| MATYCDDLGP |  | SSAPPGQAQA |  | TAHPPGYEPG |  | DLGAVGGGPL |  | LWVNAPALSP |
| KSYASGPGPA |  | PPYAAPSYGA |  | PGPLLGAPGG |  | LAGADLAWLS |  | LSGQQELLRL |
| VRPPYSYSAL |  | IAMAIQSAPL |  | RKLTLSQIYQ |  | YVAGNFPFYK |  | RSKAGWQNSI |
| RHNLSLNDCF |  | KKVPRDEDDP |  | GKGNYWTLDP |  | NCEKMFDNGN |  | FRRKRKRRAE |
| ASAAVRSGAR |  | SVGGAEAPAL |  | EPPSAACLDL |  | QASPSPSAPE |  | AATCFSGFAS |
| AMSALAGGLG |  | TFPGGLAGDF |  | SFGRRPPTVA |  | THAPQTLNPS |  | PGFAPGHQTA |
| AAGFRLSHLL |  | YSREGTEV   |  |            |  |            |  |            |

A: Аланін

C: Цистеїн

D: Аспарагінова кислота

E: Глутамінова кислота

F: Фенілаланін

G: Гліцин

H: Гістидин

I: Ізолейцин

K: Лізин

L: Лейцин

M: Метіонін

N: Аспарагін

P: Пролін

Q: Глутамін

R: Аргінін

S: Серин

T: Треонін

V: Валін

W: Триптофан

Кодований геном білок за функцією належить до активаторів. 
Задіяний у таких біологічних процесах, як транскрипція, регуляція транскрипції. 
Білок має сайт для зв'язування з ДНК. 
Локалізований у ядрі.